# Ty Sambrailo
Tyler William Sambrailo (Watsonville, 10 marzo 1992) è un ex giocatore di football americano statunitense che ha militato nel ruolo di offensive tackle per i Tennessee Titans della National Football League (NFL).

## Carriera

### Denver Broncos
Dopo avere giocato al college a football all'Università statale del Colorado, Sambrailo fu scelto nel corso del secondo giro (59º assoluto) del Draft NFL 2015 dai Denver Broncos. Debuttò come professionista partendo come titolare nella gara del primo turno contro i Baltimore Ravens. Dopo avere disputato come partente anche le due sfide successive, si infortunò perdendo tutto il resto della sua stagione da rookie.

### Atlanta Falcons
Il 1º settembre 2017, Sambrailo fu scambiato con gli Atlanta Falcons per una scelta del quinto giro del draft 2018.

### Tennessee Titans
Il 25 marzo 2020 Sambrailo firmò con i Tennessee Titans. Si ritirò alla fine della stagione 2021.

## Palmarès

### Franchigia
- Super Bowl : 1

Denver Broncos: 50
- American Football Conference Championship: 1

Denver Broncos: 2015